# Непорадзький потік
Непорадзький потік (словац. Neporadzský potok) — річка; ліва притока Сланої, протікає в окрузі Рімавська Собота.
Довжина приблизно 8,2-8,5 км. Витік знаходиться в масиві Бодвянські пагорби — на висоті приблизно 230 метрів.
Протікає територією сіл Непорадза і Краль.. Впадає в Слану на висоті приблизно 155-160 метрів.